# 1971 في السعودية
تحتوي هذه المقالة على أهم الأحداث التي شهدتها السعودية في 1971، إضافة إلى أهم الشخصيات السعودية التي وُلدت أو تُوفيت في هذه السنة.

## السياسة

### الحكم
الملك: فيصل بن عبد العزيز آل سعود

## أحداث
- تأسيس نادي النور السعودي للرياضه بمدينة سنابس بمحافظة القطيف شرق المملكة العربية السعودية كما تم تغيير اسمه السابق من هلال الجزيرة إلى نادي النور.
- إنشاء مشروع وادي جيزان الخصب و بناء سد جيزان و إقامة مشروع ري و صرف في الأحساء و إقامة سدود لحجز مياه الأمطار في أبها والمجمعة و وادي حنيفة بالرياض.
- تأسيس إدارة لتحلية المياه من البحر والتي تحولت لاحقًا إلى الهيئة السعودية للمياه.[1]

### يناير
- 23: تأسيس وكالة الأنباء السعودية.[2]
- 30: افتتاح أكبر فندق في منطقة القصيم على شرف أمير منطقة القصيم فهد بن محمد آل سعود،ويقع الفندق في مدينة بريدة شارع الخبيب الرئيسي.[3]
- 30: خالد خليفة الأديب و مدير النشر والشؤون العامة بوزارة المعارف يلقي محاضرة في مدينة بولدر بكلورادو  أمام جمع غفير من الناس في نادي كواتس بدعوه من أعضاء لجنته عن المملكة، تناولت المحاضرة ما يسود المملكة من هدوء و أمن ورخاء كما تحدث عن الحياه الاجتماعية بالإضافة عن خدمات في موسم الحج للحجاج.[4]

### فبراير
- 16: مفاوضات النفط بين شركات النفط الغربية و دول الخليج العربي المنتجة للبترول تكسب الجولة النهائية لصالح دول الخليج العربي بعد الموافقة على زيادة أسعار البترول، شارك في الاجتماع ممثلة عن منطقة الخليج العربي كل من المملكة العربية السعودية والكويت والعراق و ايران  الامارات و أبو ظبي و قطر و ممثلي 22 شركة غربية.[5]
- 16: وزير الصحة جميل الحجيلان يعلن سلامة و نظافة حج عام 1390 هجري الموافق 1971م من جميع الأمراض الوبائية والمحجرية.[6]
- 23: اجتماع اللجنة العليا للتعليم برئاسة الأمير فهد بن عبدالعزيز آل سعود النائب الثاني لرئيس مجلس الوزراء مع وزير المعارف و وزير الاعلام ووزير العمل و الشؤون الاجتماعية ونائب رئيس المعاهد والكليات والرئيس العام لمدارس البنات للتخطيط و بحث الأمور المتعلقة بالتعليم على ضوء الخطة التعليمية التي صدرت من قبل وبما يحقق تطوير الحركة التعليمية. [7]

- 26: تأسيس صندوق الاستثمارات العامة.[8]

### مارس
- 16: قرار من المدير العام لرعاية الشباب باعتماد تحديد بدء الموسم الرياضي وفترة التسجيل والانتقال للعبة كرة القدم حيث يتضمن القرار بالسماح للاشبال واللاعبين المستجدين بالتسجيل في أي وقت كان خلال الموسم الرياضي وتحديد السن الأقصى للأشبال بـ 17 سنة كما يحدد الحد الأدنى والأقصى لعدد اللاعبين بالدرجة الأولى ما بين 16-35 و الدرجة الثانية ما بين 16-40 و درجة الأشبال ما بين 16 إلى غير محدد.[9]

- 20: الملك فيصل بن عبدالعزيز آل سعود يقوم بتأسيس وسام الملك عبدالعزيز و يتم منحه بشكل غير منتظم عادة لمواطني المملكة والأجانب مقابل خدمة جديرة تجاه السعودية..[10]

### أبريل
- 13: الأمير فهد بن عبدالعزيز يصرح لوكلات الأنباء و مراسلي الصحافة العربية والعالمية أن السعودية ستبقى دائمًا الركن الصامد في وجه جميع التيارات الالحادية والانحرافات السياسية وأنها ترفع شعار "لا وسط ولا اعتدال" مع المنحرفين. [11]
- 27: مدير التعليم بالرياض محمد العثيمين يفتتح المعرض الفني السنوي لمدرسة معاوية بن أبي سفيان الابتدائية. [12]
- 27: بدء انشاء مبنى دار التربية الاجتماعية في مدينة بريدة بمنطقة القصيم بتكلفة مليوني ريال. [13]

### يوليو
- 14: الملك فيصل بن عبدالعزيز يبعث تهنئة إلى العاهل المغربي الحسن بمناسبة نجاته من محاولة اغتيال دربها عدد من ضباط الجيش المتمردين، وقد كان نص الرساله: حضرة صاحب الجلالة الأخ الملك الحسن الثاني ملك المملكة المغربية، أهنىء جلالتكم على نجاتكم و نجاة المغرب الشيق من المؤامرة الآثيمة التي قامت بها فئة ضالة انحرفت عن طريق السوى بوجي من عناصر خارجية تهدف لإشعال الفتنة والاضطرابات في بلد ينعم بالأمن والاستقرار في ظل قيادة جلالتكم الحكيمة. حفظكم الله من كل سوء ورد عنكم كيد الكائدين -  فيصل.[14]
- 20: انضمام المذيعان السعوديان ياسر الروقي و محمد الناصر إلى إذاعة الكويت. [15]

### أغسطس
- 10: فوز نادي الهلال بثلاثة أهداف مقابل هدف واحد لفريق اليمامة خلال مباريات الدوري.[16]

- 29: إنشاء هيئة كبار العلماء.[17]

### سبتمبر
- 14: افتتاح مدينة الملك فيصل العسكرية لتقديم الخدمات الطبية لمنسوبي القوات المسلحة السعودية حيث تحوي المدينه اسكان ونادي ضباط وأفراد واستاد رياضي و نادي للسيدات و نادي للفروسية و صالة للنشاطات الثقافية و مكتب لخطوط الطيران السعودية بالإضافة إلى مدرسة للأبناء والبنات لمرحلة الابتدائي والمتوسط والثانوي بالإضافة إلى مستشفى الملك فيصل. .[18]

## مواليد

### مارس
- 22: فهد الحيان، منتج وممثل (ت. 2023).[19]

### مايو
- 24: محمد الخليوي، لاعب كرة قدم.[20]

### يونيو
- 7: راشد الفارس، مغني.[21]

### يوليو
- 28: محمد العيسى، ممثل.[22]

### نوفمبر
- 23: خالد مسعد، لاعب كرة قدم.[23]

## وفيات

### مايو
- محمد بن عبد الله آل عبد القادر، فقيه شافعي وقاضي ومؤرخ (و. 1894).[24]

### يوليو
- 30: محمد حسين نصيف، عالم دين ومؤرخ (و. 1885).[25]